# Prokop Slanina
Prokop Slanina (Brno, 15 agosto 1995) è un ex cestista ceco.

## Palmarès
- Alpe Adria Cup: 1

Pardubice: 2019-20